# (27656) 1974 OU1
1974 أو يو 1 (ويعرف أيضًا باسم (27656) 1974 أو يو 1 وفق تسمية الكوكب الصغير) (بالإنجليزية: 1974 OU1)‏ هو كويكب ضمن حزام الكويكبات؛ وترتيبه 27656 من حيث الاكتشاف.
اكتُشف هذا الجُرم الفلكي بواسطة Mario Reynaldo Cesco ‏ في 26 يوليو 1974.

## وصلات خارجية
- (27656) 1974 OU1 في قاعدة بيانات مختبر الدفع النفاث لأجرام النظام الشمسي الصغيرة

- الاكتشاف · مخطط المدار ·  العناصر المدارية · المعلمات المادية

- (27656) 1974 OU1 على موقع ويكي سكاي: DSS2, SDSS, GALEX, IRAS, Hydrogen α, X-Ray, Astrophoto, Sky Map, Articles and images